# Naurisk urreligion
Den nauriske urreligion er en monoteistisk religion som indeholder en gudinde ved navn Eijebong og en ø af ånder, Buitani. De troende siger at himmelen og havet blev skabt af en edderkop kaldt Aerop-Enap.
Det er meget få, om overhovedet nogen, indbyggere på Nauru som fortsat tror på religionens mytologi, især på grund af kristendommens dominans og den vestlige påvirkning af naurisk kultur.